# Ersboda Folkets hus

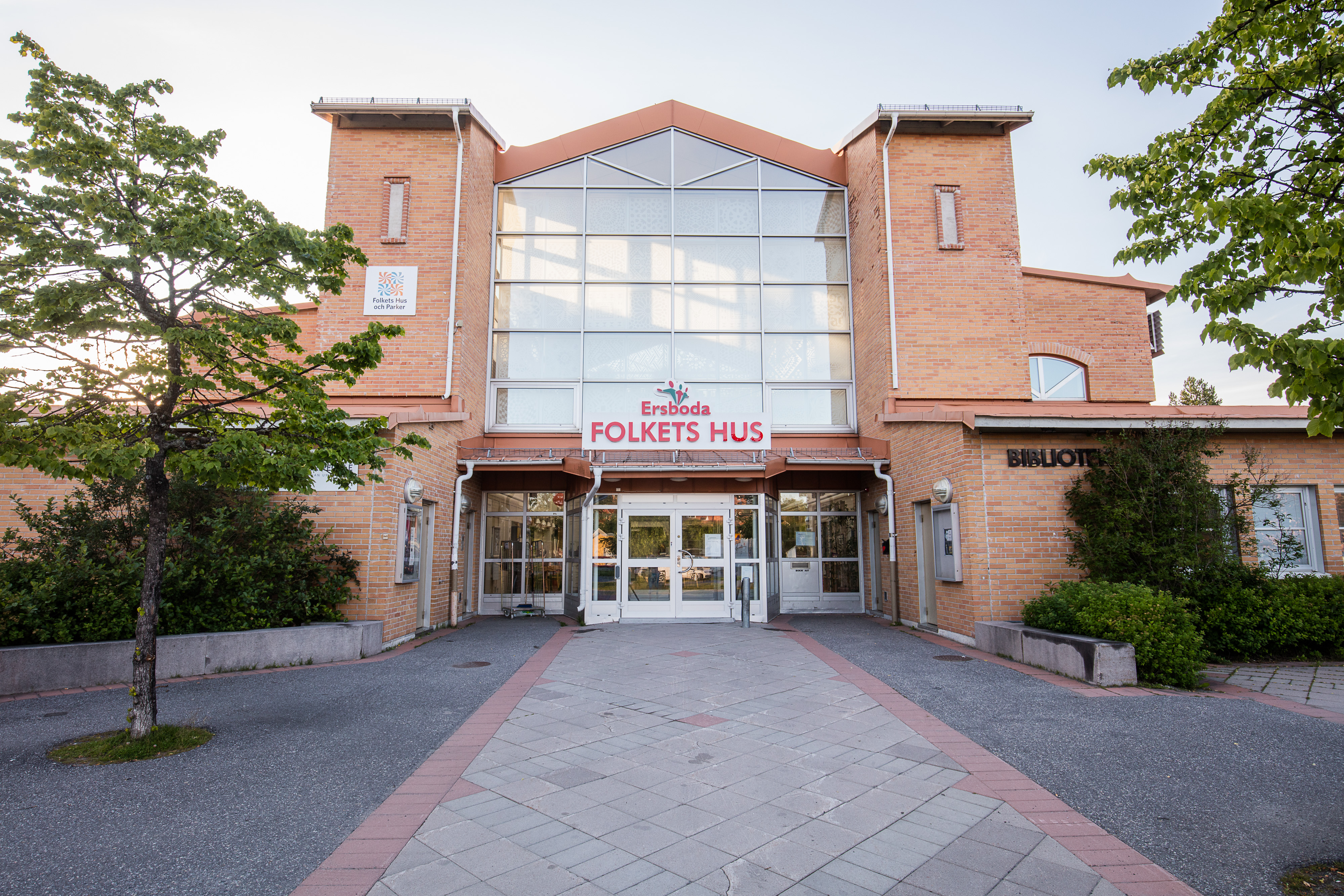
Ersboda Folkets hus.

Ersboda Folkets hus ligger i Östra Ersboda centrum, i stadsdelen Östra Ersboda, Umeå. Det invigdes 1990 och fick 2006 ta emot pris som årets Folkets hus.
Verksamheten drivs som en ideell, fristående förening med målsättning att erbjuda kulturella upplevelser, folkbildning och nöje.
Huset, med sin yta på 2500 kvm inrymmer lokaler för dans, biograf, konferenslokaler, ett café samt Ersbodabiblioteket. 
I Ersboda Folkets Hus anordnas kulturella evenemang så som: dans, teater, föreläsningar, bio m.m. Det sker ofta i samarbete med Ersbodabiblioteket samt olika kulturella föreningar och förbund.